# Yvonne Prévost
Yvonne Prévost fue una jugadora de tenis francesa de finales del siglo XIX y principios del siglo XX. En 1900 ganó el Campeonato Abierto de Francia en individual y participó en los Juegos Olímpicos de París, logrando dos medallas de plata, una en individual y la otra en dobles. Perdió las finales en categoría individual con Charlotte Cooper por 6-1, 7-5 y en dobles mixto jugando con Harold Mahony frente Reginald Doherty y Cooper por 6-2, 6-4.
Clasificada "- 40" en 1897 y 1902 Prévost fue miembro de la sociedad de deportes de la isla de Puteaux y del Club de Tenis de París.
En 1903 fue campeona de Internacionales de Suiza.
Es hija de André Prévost, que ganó la medalla de bronce en los Juegos Olímpicos de París 1900, en dobles masculino junto con Georges de la Chapelle, y que compartieron la medalla de bronce con Harold Mahony y Arthur Norris.